# Anaxyrus boreas
Anaxyrus boreas е вид жаба от семейство Крастави жаби (Bufonidae). Видът е почти застрашен от изчезване.

## Разпространение
Разпространен е в Канада, Мексико и САЩ.

## Описание
Продължителността им на живот е около 11,5 години. Популацията на вида е намаляваща.